# Malvalette
Malvalette ist eine französische Gemeinde mit 882 Einwohnern (Stand: 1. Januar 2022) im Département Haute-Loire in der Region Auvergne-Rhône-Alpes. Sie gehört zum Arrondissement Yssingeaux sowie zum Kanton Bas-en-Basset.

## Geographie
Malvalette liegt etwa 41 Kilometer nordnordöstlich von Le Puy-en-Velay an der Grenze der Naturlandschaften Emblavès (auch Emblavez geschrieben) und Forez. Die Loire begrenzt die Gemeinde im Südosten. Die Nachbargemeinden von Malvalette sind Rozier-Côtes-d’Aurec im Norden und Nordwesten, Saint-Maurice-en-Gourgois im Norden und Nordosten, Aurec-sur-Loire im Osten, La Chapelle-d’Aurec im Süden und Südosten sowie Bas-en-Basset im Westen und Südwesten.

## Bevölkerungsentwicklung
| Jahr                       | 1962 | 1968 | 1975 | 1982 | 1990 | 1999 | 2006 | 2017 |
| Einwohner                  | 329  | 257  | 262  | 292  | 345  | 421  | 626  | 835  |
| Quellen: Cassini und INSEE |      |      |      |      |      |      |      |      |

## Sehenswürdigkeiten
- Kirche La Très-Sainte-Trinité
- Kapelle Notre-Dame-des-Champs im Ortsteil Bruailles
- Kapelle Sainte-Reine im Ortsteil Chareynard
- Kapelle Saint-Mayeul im Ortsteil Mayol